# Lessertia acanthorhachis
Lessertia acanthorhachis är en ärtväxtart som först beskrevs av Moritz Kurt Dinter, och fick sitt nu gällande namn av Moritz Kurt Dinter. Lessertia acanthorhachis ingår i släktet Lessertia och familjen ärtväxter. Inga underarter finns listade i Catalogue of Life.